# Диклич, Богдан
Бо́гдан Ди́клич (серб. Богдан Диклић; 1 августа 1953, Бьеловар, Югославия) — югославский и сербский актёр.
Играл в любительском театре в его родном городе. В Бьеловаре окончил начальную и среднюю школу. В 1972 году вступил на ФДУ в Белграде в класс Огненки Миличевич.
Стал популярным после роли в фильме Национальный класс (1979) Горана Марковича.
С 1975 по 1995 год был постоянным членом Национального театра в Белграде и играл в спектаклях «Калигула» (Стипиян), «Война и мир» (Пьер Безухов), «Как вам угодно» (Оливер), «Смутное для разведки» (Мочалин), «Г-жа министр» (Пера Калинич), «Орестея» (Эгист), «Тартиф», «Покондирена тыква» (Ружичич). Начиная с 1995 года — член Югославского драматического театра в Белграде, где он сыграл в спектаклях «Белград Трилогия» (Душан), «Мольер, ещё одна жизнь», «Итальянская ночь» (Альфонсо), а в Белградском драматическом театре играл в «Ящике Пандоры» (Андриян). В белградском театре Культ сыграл в «Оксюморон». В театре Звездара он играл в спектаклях «Профессионал» (Теодор Край), «Поцелуй женщины-паука» (Молина), «Забавная сторона музыки» (Бубнолог).
В конце августа 2009 года Ассоциация художников кино Сербии присудила ему премию «Павле Вуисич» за общий вклад в киноискусство. живёт и работает в Белграде.

## Избранная фильмография
- 1979 — «Кафе "Титаник"» / Bife "Titanik" — Степан
- 1979 — «Национальный класс» / Национална класа — Миле
- 1980 — «Мастера, мастера» / Мајстори, мајстори — Мирослав Симич
- 1982 — «Марафонцы бегут круг почёта» / Маратонци трче почасни круг — Мирко
- 1982 — «Вариола Вера» / Вариола вера — Душко
- 1983 — «Балканский экспресс» /  Балкан Експрес — Эрнест
- 1989 — «Сборный пункт» / Сабирни центар — Петар
- 1989 — «Битва на Косовом поле» — Левчанин
- 1992 — «Тито и я» / Тито и ја — дядя
- 1993 — «Три билета в Голливуд» / Три карте за Холивуд — Живадин
- 1998 — «Бочка пороха» / Буре барута — Янош
- 2001 — «Ничья земля» / Ничија земља — Сербский офицер
- 2001 — «Абсолютная сотня» / Апсолутних сто — Раша Йованович, инструктор по стрельбе
- 2003 — «Бикфордов шнур» / Гори ватра — Заим
- 2006 — «Грбавица» / Грбавица — Шаран
- 2006 — «Ловушка» / Клопка — доктор Лукич
- 2006 — «Погранзастава» / Караула — полковник Раде Орхидея
- 2007 — «Четвёртый человек» / Четврти човек — полковник